# トッレ・ボルドーネ
トッレ・ボルドーネ（伊: Torre Boldone  ( 音声ファイル)）は、イタリア共和国ロンバルディア州ベルガモ県にある、人口約8,600人の基礎自治体（コムーネ）。

## 地理

### 位置・広がり
ベルガモ県のコムーネ。県都ベルガモから北東へ3kmの距離にある。

#### 隣接コムーネ
隣接するコムーネは以下の通り。
- ベルガモ
- ゴルレ
- ポンテラーニカ
- ラーニカ

### 地震分類
イタリアの地震リスク階級 (it) では、3 に分類される
。